# Cesar Bresgen
Cesar Bresgen   (Florència, 16 d'octubre de 1913 - Salzburg, 7 d'abril de 1988) fou un compositor austríac.

## Biografia
Cesar Bresgen va néixer a Florència com a fill de la parella d'artistes Maria (pianista) i August Bresgen (escultor). Va passar la seva infantesa i joventut a Zell am See, Múnic, Praga i Salzburg. Va aprendre a tocar l'orgue de Heinrich Kaspar Schmid a una edat primerenca. Del 1930 al 1936 va estudiar piano, orgue, direcció i composició amb Joseph Haas a l'Acadèmia de Música de Múnic. A més dels seus estudis, va ser organista de St. Rupert a Múnic entre 1931 i 1935. Del 1933 al 1934 va treballar com a improvisador i compositor de piano a Londres amb la ballarina Leslie Barrows a la "Mary Wigman School".
El 1936, Bresgen es va casar amb Hilde Helmberger de Múnic. Del 1936 al 1938 va treballar per l'emissora del Reich a Múnic. El 1939 es va convertir en professor de composició al "Salzburg Mozarteum". Va fer un treball pioner en el desenvolupament de l'escola de música juvenil i va crear nombroses obres vocals per a la Joventut Hitleriana. Durant la Segona Guerra Mundial, Bresgen es va col·locar al Regne Unit fins al 1944, però va haver de fer el servei militar a la fase final de la guerra després que es tanqués el Mozarteum el 1944/45, on va treballar com a operador de ràdio.
Després de la guerra va passar com a organista i mestre de cor a Mittersill. Allà va conèixer Anton Webern el 1945, cosa que li va deixar una profunda impressió. El 1947, per intercessió de Carl Orff i Eberhard Preußner, se li va donar un altre aprenentatge al Mozarteum del govern militar dels Estats Units i, finalment, a partir del 1950, va ser professor de composició. El 1956, Bresgen es va casar amb la pianista Eleonore Jorhan, amb qui es va establir a Großgmain, prop de Salzburg. El 1976 va rebre el Gran Premi Estatal d'Àustria.
Com el seu amic Carl Orff, Bresgen va treballar amb un fort compromís pedagògic. Com a musicòleg, va prestar serveis destacats a la publicació de les cançons del monjo de Salzburg i de nombroses melodies populars.

## Compromís amb el nacionalsocialisme
Des de 1934, Bresgen va ser membre de la Joventut Hitleriana (HJ), en la qual va ascendir al rang de seguidors superiors (1943). Primer va treballar al grup d'emissions de HJ a Múnic. El 1935 es va convertir en membre de l'associació de professors nazis i hi va fundar una orquestra de cambra. El 1937 també es va convertir en membre de la comunitat cultural nacionalsocialista de Múnic i va treballar a l'oficina cultural del Reich Youth Leadership. El 1939 es va convertir en el líder del "Mozart Spielschar" de la Joventut Hitleriana a Salzburg. Bresgen no era membre del NSDAP perquè no proporcionava el certificat d'ari requerit. Segons un testimoni propi, però, era un nacionalsocialista ardent.
D'acord amb el règim nazi, va escriure arranjaments de cançons populars i cançons per al HJ, que també incloïen nadales "neopaganes", música de festa nazi com cantates anuals, la cantata Kindelfest (que celebrava la naixement d'un nen a una granja), així com les primeres òperes. El 1942 va compondre l'oratori Der Strom basat en un text de Hans Baumann. El 10 de juny de 1944, es va estrenar la seva fanfarria de metall encarregada per l'oficina principal de SS amb motiu de l'exposició Artistes alemanys i SS a Salzburg, que va reprendre la seva música de metall a partir de 1938. Durant el seu servei militar el 1944, va compondre un Nadal del soldat per a cor i instruments. L'historiador Michael H. Kater va qualificar Bresgen com el compositor més treballador i popular de la Joventut Hitleriana per la seva productivitat i la seva ressonància. Diversos premis i guardons que Bresgen va rebre a partir de 1936 es citen com a prova.
El febrer de 1939, Bresgen va ser nomenat director de l'escola de música per a joves i persones del Mozarteum; El 1944 se li va atorgar el títol de professor. A partir d'aquí, va intentar el 1939 establir els anomenats grups de jocs a la zona de Salzburg, que estaven dirigits per Fritz Jöde i que estaven disponibles per a les aparicions als dies de la cultura de HJ. El 1943 Bresgen va assumir la direcció del Mozart Spielschar. El treball amb els grups de joc va continuar fins al 1944, quan Bresgen va ser privat de totes les competències per al treball de la joventut nacionalsocialista.

## Honors i premis
- 1954: premi estatal de música[12][13]
- 1968: Premi Estatal de Música[12]
- 1976: Gran premi estatal austríac[13]